# Bronisława Romanowska-Mazur
Bronisława Romanowska-Mazur (ur. 15 lutego 1926 w Śniadowie koło Łomży, zm. 11 maja 2018 w Legionowie) – polska działaczka konspiracji niepodległościowej w czasie II wojny światowej, Honorowa Obywatelka miasta Legionowo i Powiatu Legionowskiego.

## Życiorys
Urodziła się 15 lutego 1926 jako córka Marii i Hieronima. W czasie II wojny światowej wstąpiła do pogotowia harcerskiego w Legionowie, gdzie była druhną, a także do Szarych Szeregów, przybrała pseudonim Sosna i zajmowała się prowadzeniem zastępów harcerek. Była łączniczką i sanitariuszką w powstaniu warszawskim. Po zakończeniu wojny studiowała filologię polską, po czym rozpoczęła pracę pedagoga. Przyczyniła się do powstania fundacji imienia Wandy Tomczyńskiej w Legionowie. Napisała książkę Czas próby... historia legionowskich Kolumbów opisującą jej wspomnienia z czasów II wojny światowej (Legionowo 2010). Pisała także poezję, wydała 2 tomiki: Aż po zachód słońca w zakątku ogrodu (Legionowo 2016) oraz W cieniu sosen, w cieple piasku (Legionowo 2003).

## Odznaczenia
- Krzyż Armii Krajowej[2]
- Krzyż Oficerski Orderu Odrodzenia Polski[2]
- Krzyż Kawalerski Orderu Odrodzenia Polski[2]
- Złoty Krzyż Zasługi[2]
- Srebrny Krzyż Zasługi[2]
- Warszawski Krzyż Powstańczy[2]
- Medal „Za udział w wojnie obronnej 1939”[2]
- Honorowa Obywatelka miasta Legionowo[2]
- Honorowa Obywatelka Powiatu Legionowskiego[2]